# Epichorista hemionana
Epichorista hemionana es una especie de polilla del género Epichorista, categorizada en la tribu Archipini, de la subfamilia Tortricinae.

## Distribución
Se distribuye por Oceanía: en Nueva Zelanda, en Lake Guyon, región de Canterbury.

## Taxonomía
Fue descrita por Edward Meyrick en 1883.
Tratamiento taxonómico
La especie aparece registrada y publicada en Transactions of the New Zealand Institute 15: 43.